# Lakeside (Virginia)
Lakeside is een plaats (census-designated place) in de Amerikaanse staat Virginia, en valt bestuurlijk gezien onder Henrico County.

## Demografie
Bij de volkstelling in 2000 werd het aantal inwoners vastgesteld op 11.157.

## Geografie
Volgens het United States Census Bureau beslaat de plaats een oppervlakte van
11,0 km², waarvan 10,9 km² land en 0,1 km² water.

## Plaatsen in de nabije omgeving
De onderstaande figuur toont nabijgelegen plaatsen in een straal van 8 km rond Lakeside.